# Матюши (Псковская область)
Матюши — деревня в Опочецком районе Псковской области России. Входит в состав Пригородной волости Опочецкого района.
Расположена в 2 км от левого берега реки Великой, в 9 км к югу от города Опочка, у автодороге на Себеж (А117).
Численность населения по состоянию на 2000 год составляла 12 человек, на 2012 год — 10 человек.

## Топографические карты
- Лист карты O-35-XXIX Опочка. Масштаб: 1 : 200 000. Состояние местности на 1985 год. Издание 1987 г.
- Лист карты O-35-XXXV Себеж. Масштаб: 1 : 200 000. Состояние местности на 1983 год. Издание 1987 г.